# Luigi Durand de la Penne
Pour les articles homonymes, voir Luigi Durand de la Penne (homme politique), Durand et Penne.
Luigi Durand de la Penne, né le 11 février 1914 à Gênes (Italie) et mort le 17 janvier 1992 dans la même ville, était un nageur de combat dans la Regia Marina servant dans la Decima MAS pendant la Seconde Guerre mondiale. C'était aussi un homme politique.
En hommage, un destroyer de la Marina Militare construit après la guerre porte son nom.

## Biographie
Le marquis italien Luigi Durand de la Penne est diplômé de l'Istituto Nautico San Giorgio dans sa ville natale de Gênes, puis effectue un stage de formation pour les aspirants officiers à l'Académie navale de Livourne. En 1935, il sert dans la 6e flottille MAS à La Spezia.
Au cours de la Seconde Guerre mondiale, il est affecté à la flottille Xe MAS, une unité d'élite de nageurs de combat spécialisée dans la guerre sous-marine et utilisant des torpilles sous-marines pilotées maiali et des charges explosives. En 1941, il participe à des attaques à la torpille maiale à Alexandrie et à Gibraltar. Les sous-marins de poche Iride et Gondar sont perdus, mais la mission est un succès et Durand de la Penne est promu tenente di vascello (lieutenant de vaisseau).

### Raid de la rade d'Alexandrie

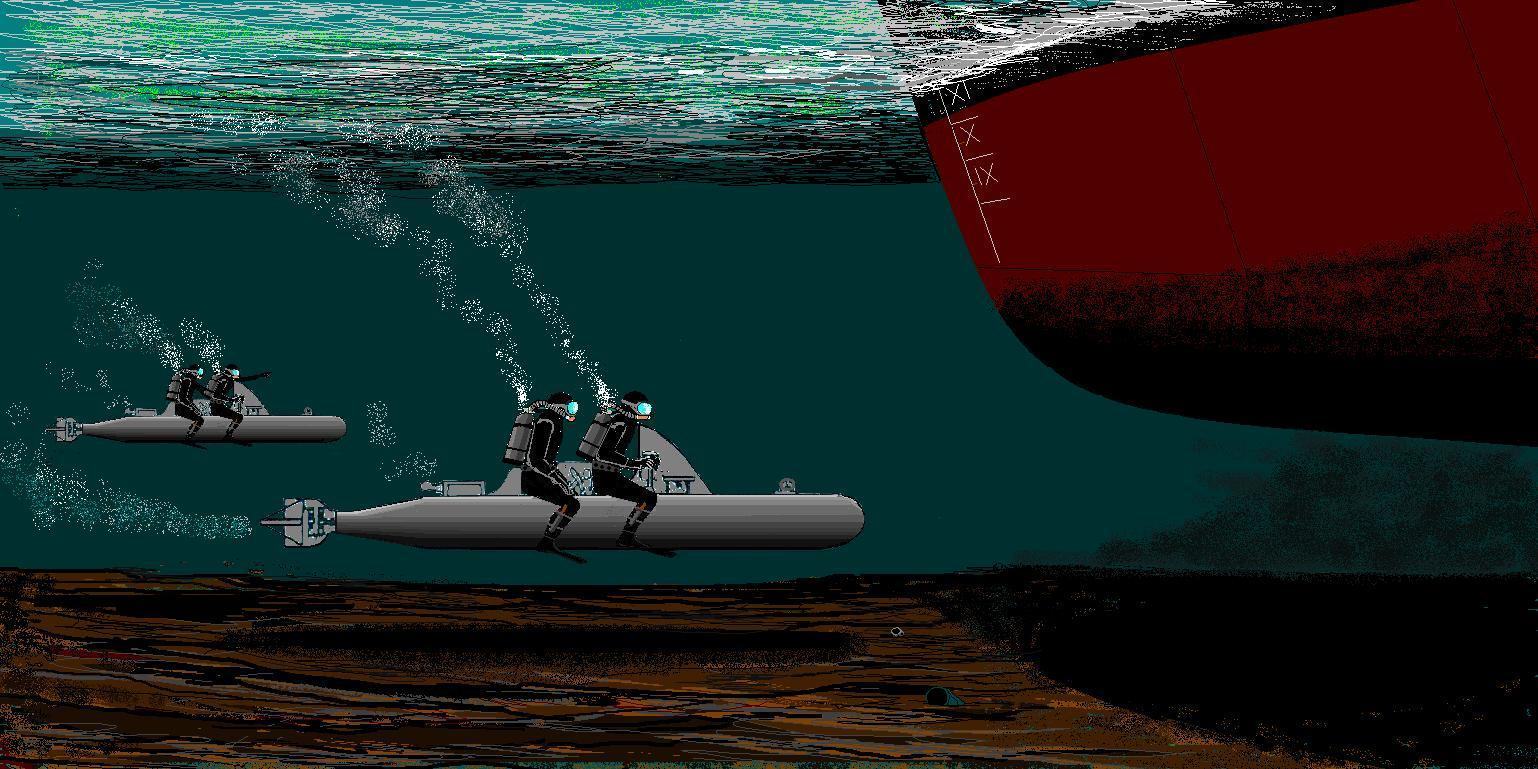
Les maiali en action.

Le 19 décembre 1941, Durand de la Penne et les nageurs de combat italiens de la Decima Flottiglia MAS pénètrent dans le port d'Alexandrie et placent des explosifs sous les coques des cuirassés  Valiant et Queen Elizabeth ainsi que sous le pétrolier Sagona. Le maiale de Durand de la Penne tombe en panne et celui-ci, après l'avoir laissé sous la coque du Valiant, remonte à la surface avec son compagnon Emilio Bianchi. Capturés et interrogés par Charles Morgan, le commandant du Valiant, les deux hommes restent muets. Pourtant, pour éviter un carnage, ils préviennent du danger au dernier moment, permettant ainsi l'évacuation des bâtiments britanniques. Durand de la Penne et Bianchi sont blessés par l'explosion, mais survivent. Les vieux cuirassés HMS Valiant et HMS Queen Elisabeth sont gravement avariés. Ils seront renfloués et de nouveau opérationnels après six mois de réparations. Pendant la même attaque, le pétrolier Sagona est aussi coulé, l'explosion endommageant le destroyer britannique HMS Jervis amarré à couple.
Pour cette action, Luigi Durand de la Penne a reçu la médaille de la valeur militaire, la plus haute décoration militaire italienne attribuée pour la vaillance « face à l'ennemi ». En mai 1945, à la fin de la guerre, l'amiral Charles Morgan, qui commandait le Valiant au moment de l'attaque d'Alexandrie, a voulu lui-même lui remettre la médaille, lors d'une cérémonie à Tarente.
Le raid de la rade d'Alexandrie a inspiré deux films :
- Panique à Gibraltar (I sette dell'Orsa maggiore), réalisé par Duilio Coletti en 1953 ;
- Alerte sur le Vaillant (The Valiant), réalisé par Roy Ward Baker en 1962, avec Ettore Manni.

### Au service des alliés
Après l'armistice de Cassibile du 8 septembre 1943, liberé de prison, Luigi Durand de la Penne rejoint le camp allié comme nageur de combat.
Le 22 juin 1944, il participe à une opération italo-britannique contre les Allemands. Un groupe de nageurs de combat britanniques et italiens est transporté par le destroyer italien Grecale pour une attaque dans le port de La Spezia, à l'époque aux mains des forces allemandes. Les nageurs de combat coulent les croiseurs Gorizia et Bolzano et bloquent ainsi l'entrée du port auquel les bateaux ne peuvent plus accéder.

### Après la guerre
Durand de la Penne continue sa carrière dans la Marina Militare. Il est promu capitano di fregata (capitaine de frégate) en 1950 et capitano di vascello (capitaine de vaisseau) en 1954. En 1956, il est nommé attaché naval au Brésil.
Sur le plan politique, il est élu député du Parlement italien, de la deuxième à la sixième législature, comme candidat indépendant.
Il prend sa retraite avec le grade de ammiraglio di squadra (vice-amiral d’escadre).
En 1993, la Marina Militare nomme en son honneur une nouvelle classe de deux bâtiments : la classe Luigi Durand de la Penne. Il s'agit des destroyers Luigi Durand de la Penne (D560) et Francesco Mimbelli (D561).
Luigi Durand de la Penne repose au cimetière de Portofino.

## Distinctions
- - Médaille d'or à la valeur militaire - Alexandrie, 18 - 19 décembre 1941
- - Médaille d'argent à la valeur militaire - Gibraltar, 1940
- - Cavalier grand-croix de l'ordre des Saints-Maurice-et-Lazare
- - Croix du Mérite de la guerre -(2)-
- Un destroyer de la marine italienne porte son nom.